# The Next Fifty Years
The Next Fifty Years is de veertiende aflevering van het tweede seizoen van het tienerdrama Beverly Hills, 90210, die voor het eerst werd uitgezonden op 7 november 1991. Het is de laatste aflevering waarin acteur Douglas Emerson te zien is: hij had aangegeven een punt te willen zetten achter zijn acteerwerk en zich aan school te wijden, waardoor zijn personage uit de serie moest worden geschreven.

## Achtergrond
De schrijvers van de televisieserie verwerkten regelmatig sociale problemen in de verhaallijn. Medeschrijver Charles Rosin had vernomen van een 17-jarige die per ongeluk door een vuurwapen was omgekomen tijdens het vieren van zijn schooldiploma. Hoewel Rosin aanvankelijk geen medewerking kreeg vanuit Fox, gingen ze uiteindelijk overstag en kon hij het thema in de serie verwerken. Hij zag het zelf als een bewuste poging om aandacht te vragen voor het aanscherpen van de wapenwetgeving in Amerika en hoopte de politieke cultuur rondom wapens te veranderen.

## Verhaal
Scott Scanlon wordt zestien jaar oud en zijn naïeve moeder heeft het idee dat hij zeer populair op school is. Daarom nodigt ze de groep uit voor zijn verjaardag, ook al kennen ze hem nauwelijks. Het is aan David om ze te overtuigen ook te komen. Het blijkt echter een kinderfeest te zijn, waar de groep zich niet vermaakt. Een sociaal gebroken Scott gaat naar zijn vaders kamer, waar hij een pistool vindt. Terwijl hij hem laat zien aan David, schiet hij zichzelf per ongeluk dood.
David weet niet goed hoe hij met het verlies om moet gaan en wordt door iedereen extra aardig behandeld, omdat iedereen weet dat David Scotts beste vriend was. David had zich afgelopen jaar echter vervreemd van hem en geeft toe aan Brandon dat hij al die aandacht niet verdient en dat hij het liefst zo snel mogelijk vergeet. Hij wordt onder druk gezet door Scotts moeder, die niet door heeft dat David en Scott de afgelopen jaar hun eigen wegen gevolgd hebben en vindt dat hij veel hoort te erven van Scott.
Ondertussen stoort Andrea zich aan Emily, die door haar relatie met Brandon zowel Brandons als Andrea's kostbare tijd in beslag neemt. Ze confronteert hier Brandon mee, die dit niet goed op neemt.

## Rolverdeling
- Jason Priestley - Brandon Walsh
- Shannen Doherty - Brenda Walsh
- Jennie Garth - Kelly Taylor
- Ian Ziering - Steve Sanders
- Gabrielle Carteris - Andrea Zuckerman
- Luke Perry - Dylan McKay
- Brian Austin Green - David Silver
- Tori Spelling - Donna Martin
- Douglas Emerson - Scott Scanlon
- Christine Elise - Emily Valentine
- Matthew Laurance - Mel Silver
- Jenny O'Hara - Pam Scanlon
- Greg Finley - Conrad Scanlon
- Micah Rowe - Spencer Scanlon
- Denise Dowse - Mrs. Yvonne Teasly